# Dallara SF14
O Dallara SF14 é a primeira geração de monoposto projetada, projetada e fabricada pelo fabricante italiano Dallara como o único chassi para a série Super Fórmula no Japão, começando na temporada 2014. Para a temporada 2019, o carro foi permanentemente retirado da competição e substituído pelo Dallara SF19, com a configuração do motor permanecendo a mesma.

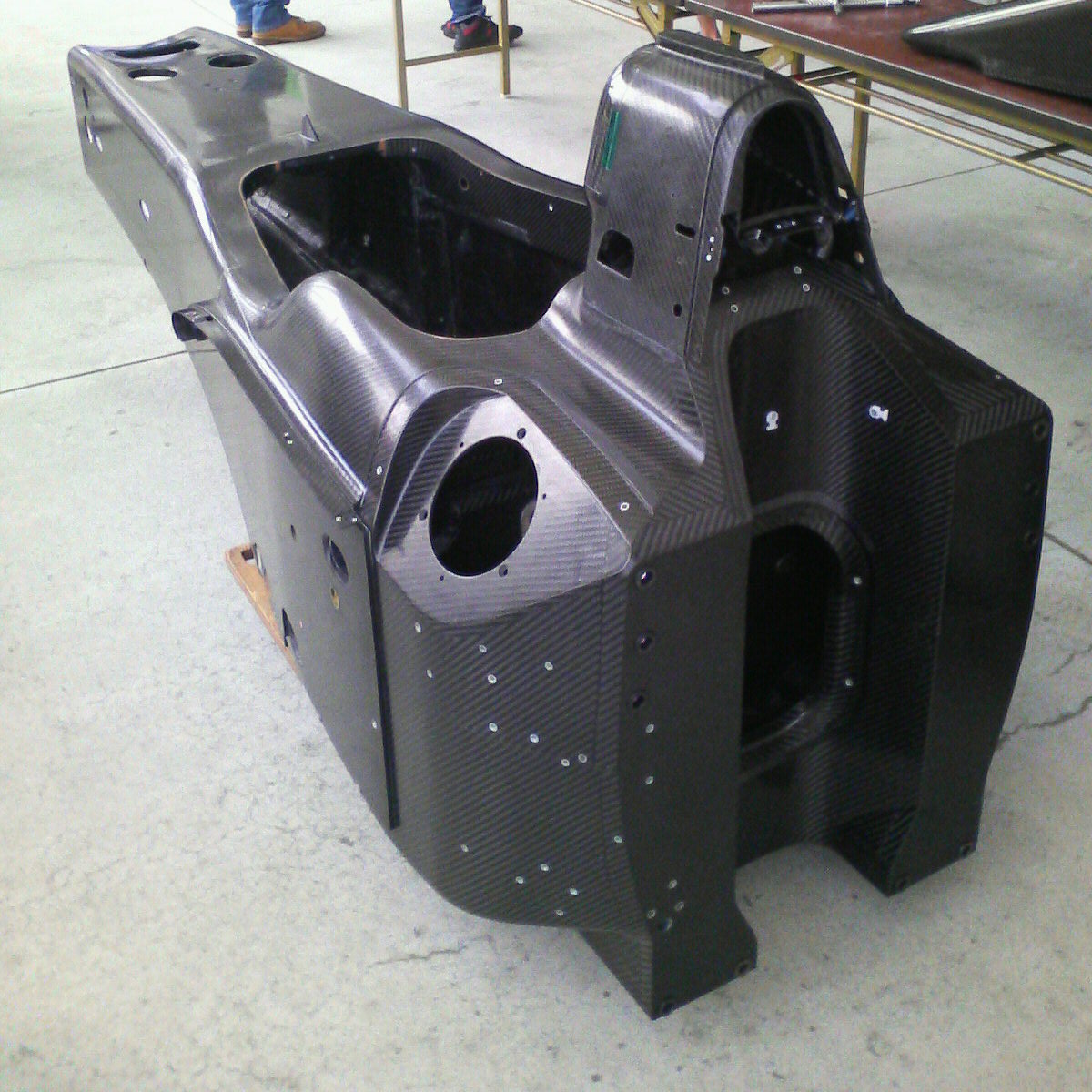
Monocoque do Dallara SF14

O carro utiliza um sistema de ultrapassagens semelhante ao "push-to-pass". Ao ser pressionado, o botão eleva o limite de giros do motor de 10300 para 10700 RPM por um período de 20 segundos. O sistema pode ser utilizado 5 vezes durante uma corrida, e LEDs localizados acima da cabeça do piloto indicam quantas vezes o botão ainda pode ser pressionado durante aquela prova.

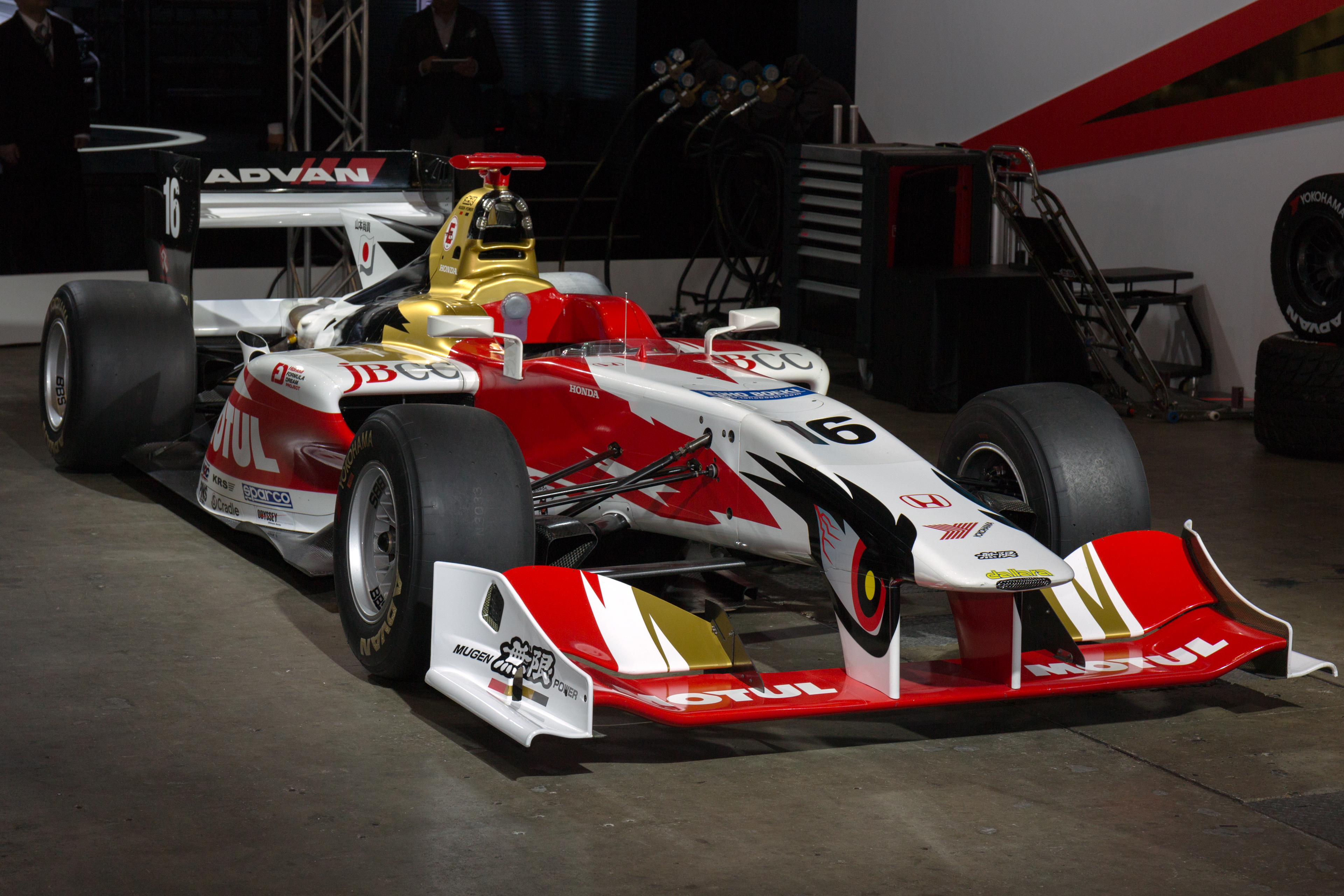
Dallara SF14 em exposição no Tokyo Auto Salon de 2017

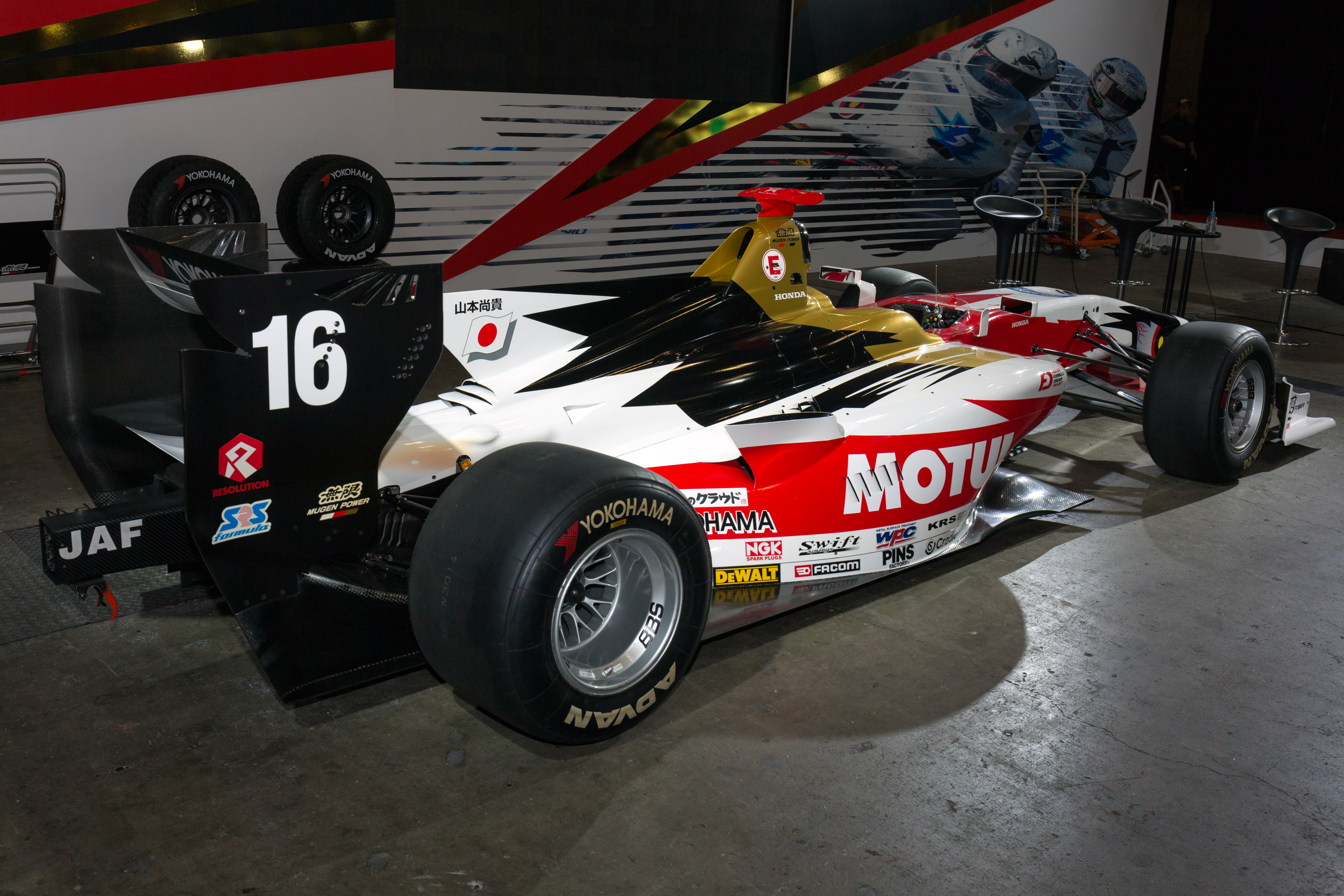
Dallara SF14 em exposição no Tokyo Auto Salon de 2017

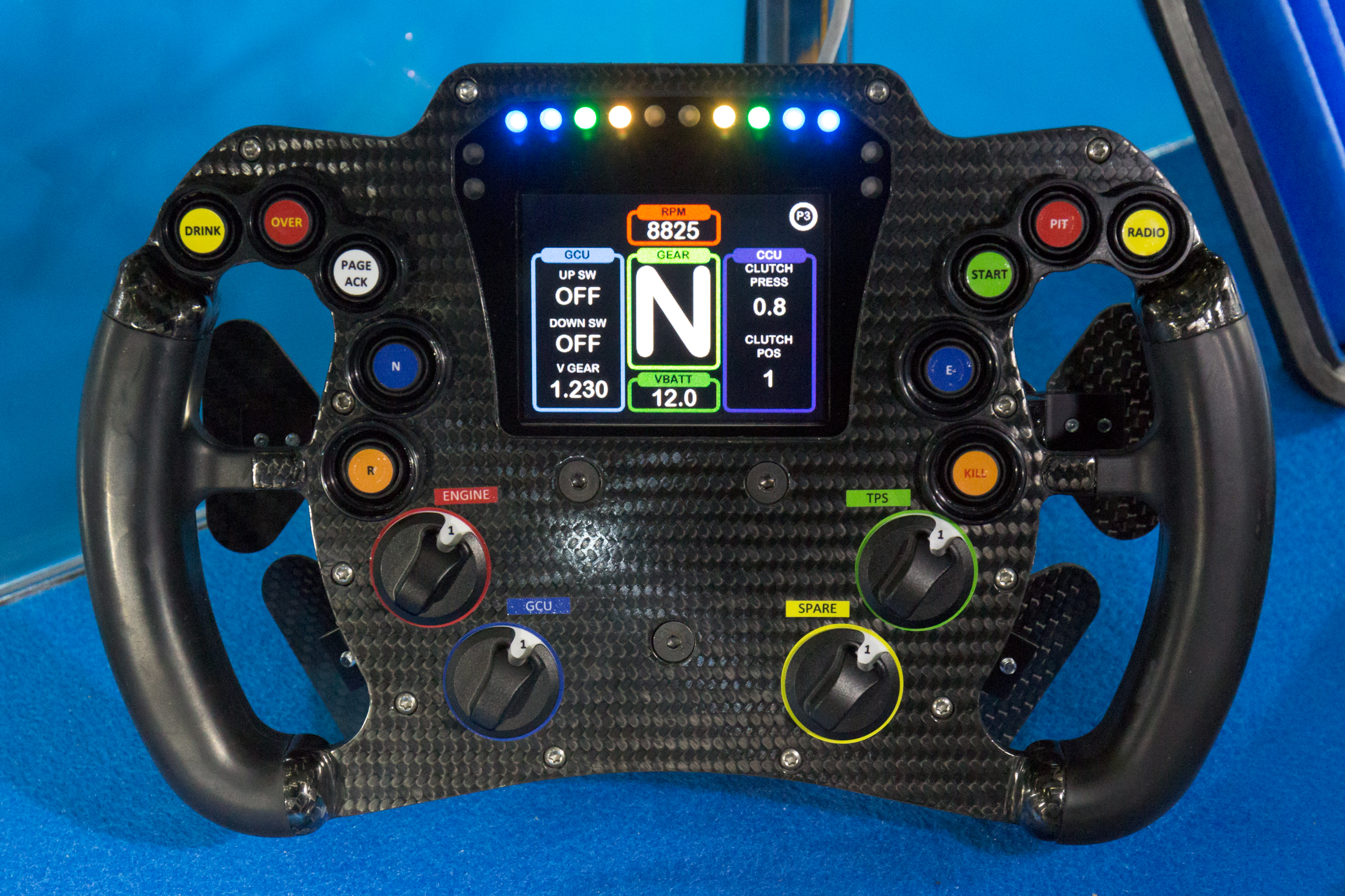
Volante do Dallara SF14 em exposição no Tokyo Auto Salon de 2015

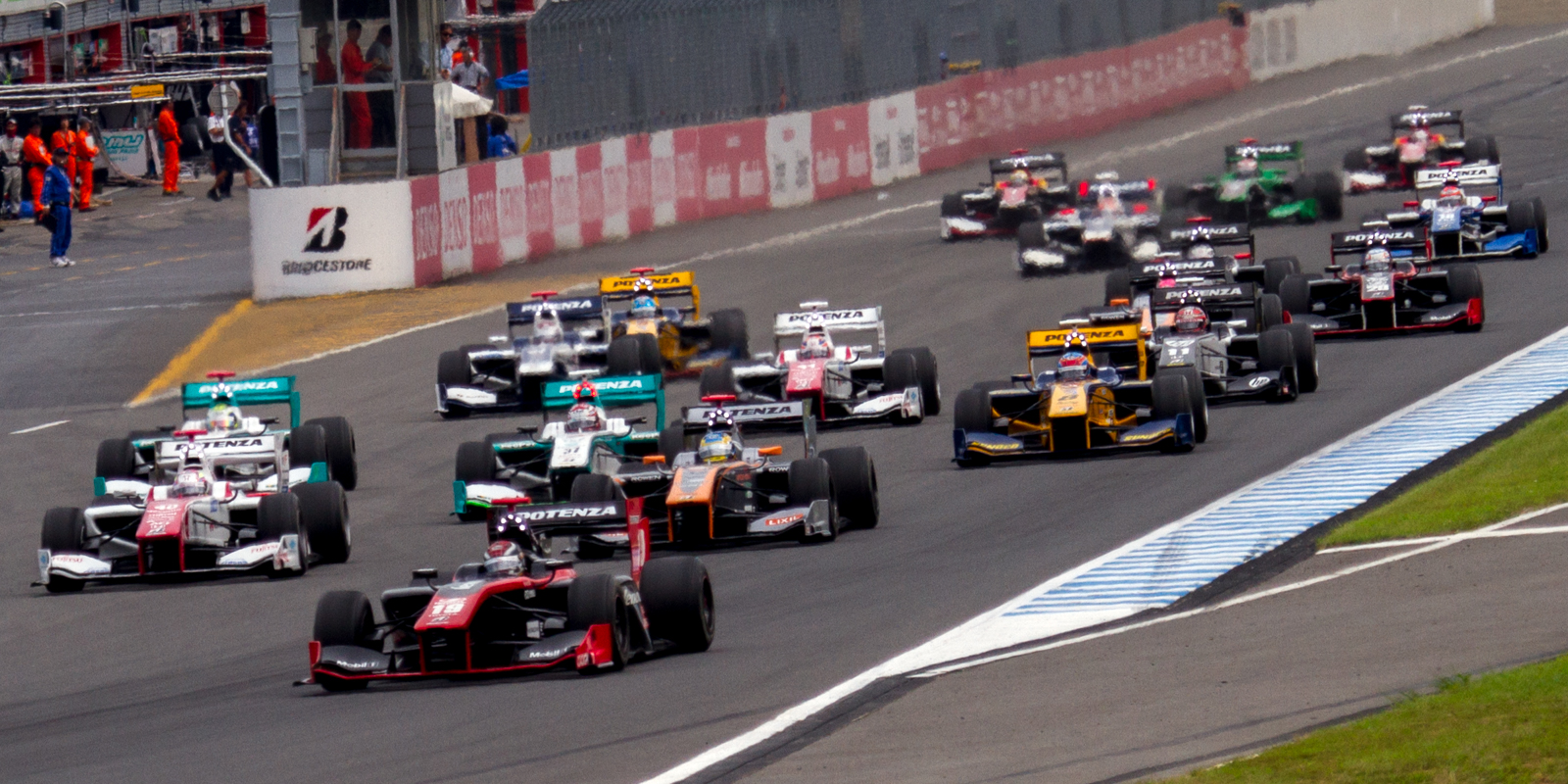
Largada da 4 corrida da temporada 2014 em Twin Ring Motegi.

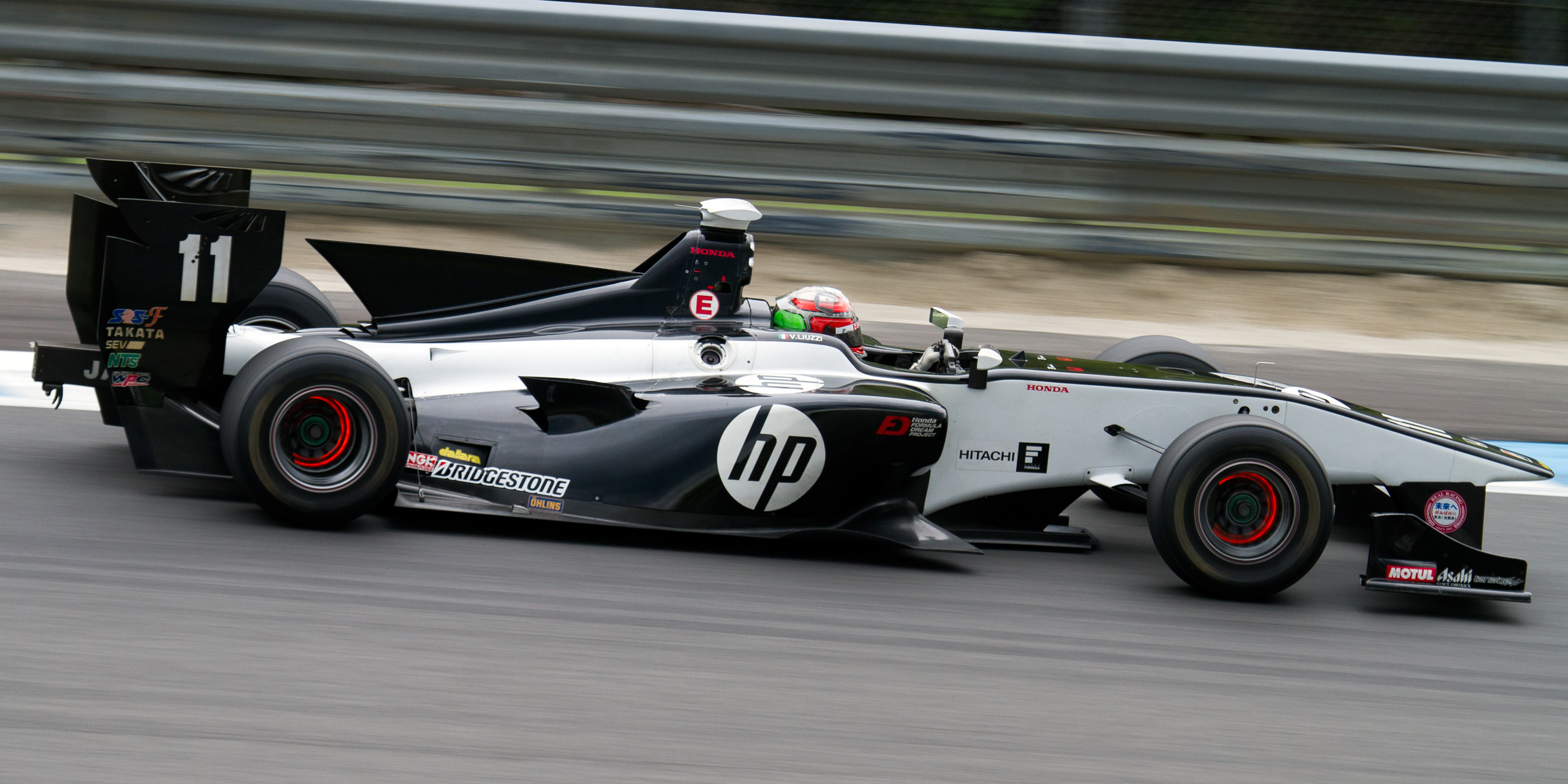
Dallara SF14 da equipe Real Racing pilotado por Vitantonio Liuzzi, na temporada 2014.

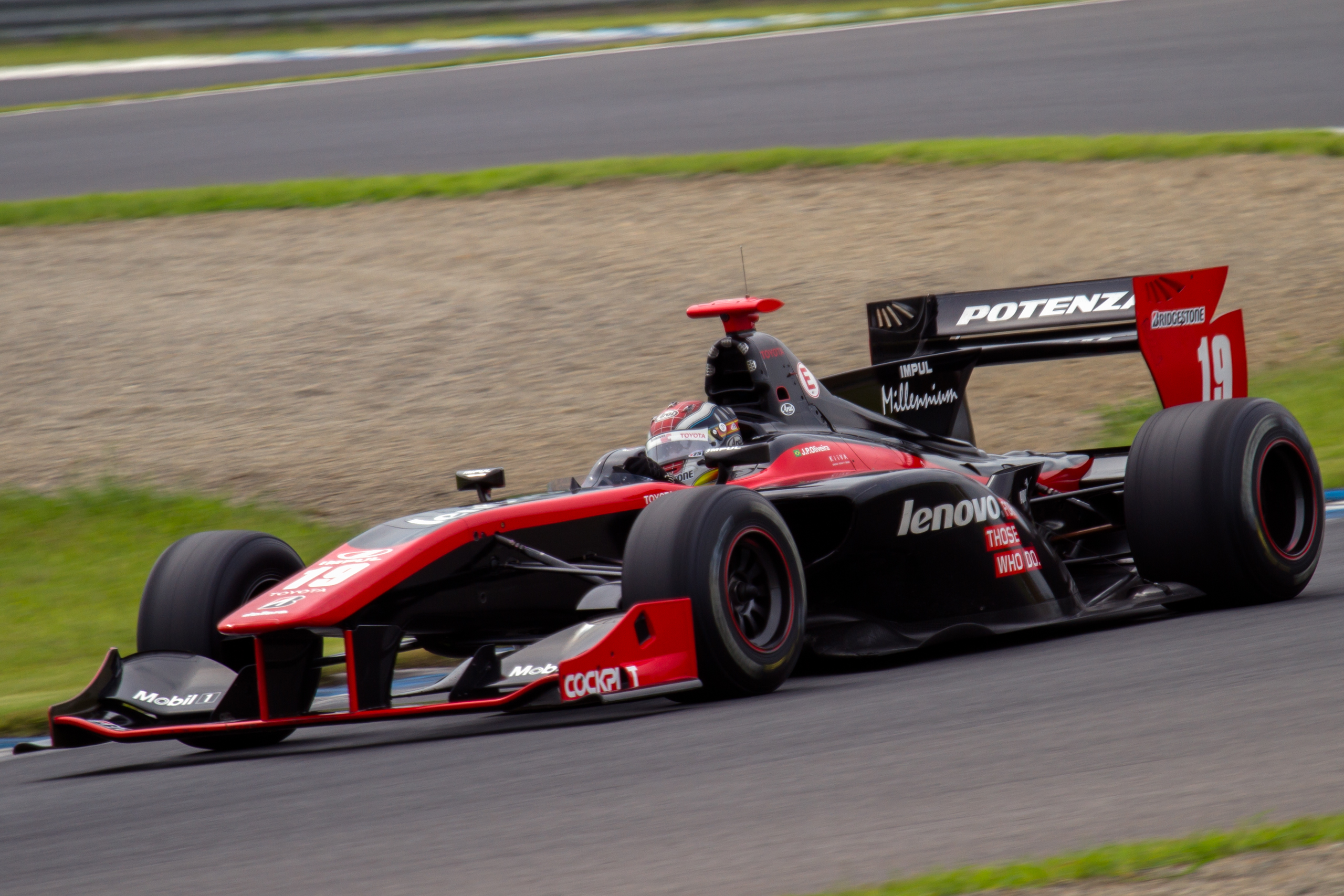
Dallara SF14 da equipe Team Impul pilotado por João Paulo de Oliveira, na temporada 2014.